# UEFA Intertoto Cup 1998
Die Finals des UEFA Intertoto Cups 1998 wurden von FC Valencia, Werder Bremen und dem FC Bologna gewonnen. Diese Mannschaften konnten sich somit für den UEFA-Pokal 1998/99 qualifizieren.

## 1. Runde
|                         | Gesamt          |                          | Hinspiel | Rückspiel |
| ----------------------- | --------------- | ------------------------ | -------- | --------- |
| Ethnikos Achnas         | 2:5             | Örgryte IS               | 2:1      | 0:4       |
| FC Dnepr-Transmash      | 02:10           | Debreceni VSC            | 2:4      | 0:6       |
| Leiftur Ólafsfjörður    | 0:6             | Worskla Poltawa          | 0:3 1    | 0:3       |
| FC Naţional Bukarest    | 5:2             | Hapoel Haifa             | 3:1      | 2:1       |
| Baltika Kaliningrad     | 5:1             | Spartak Warna            | 4:0      | 1:1       |
| Stabæk Fotball          | 3:5             | FK Vojvodina Novi Sad    | 1:2      | 2:3       |
| VB Vágur                | 1:6             | FC Boby Brünn            | 0:3      | 1:3       |
| FC St. Gallen           | 9:3             | JK Tulevik Viljandi      | 3:2      | 6:1       |
| FK Austria Wien         | 2:3             | Ruch Chorzów             | 0:1      | 2:2       |
| NK Hrvatski dragovoljac | 2:4             | Lyngby BK                | 1:4      | 1:0       |
| CS Hobscheid            | 1:2             | SK Hradec Králové        | 0:0      | 1:2       |
| Diósgyőr FC             | 5:2             | Sliema Wanderers         | 2:0      | 3:2       |
| Ebbw Vale AFC           | 1:9             | Kongsvinger IL           | 1:6      | 0:3       |
| Torpedo Kutaissi        | 7:1             | Erebuni-Homenmen Jerewan | 6:0      | 1:1       |
| Makedonija Skopje       | 5:3             | NK Olimpija Ljubljana    | 4:2      | 1:1       |
| MŠK Rimavská Sobota     | 3:2             | Omagh Town FC            | 1:0      | 2:2       |
| Dinaburg Daugavpils     | 2:5             | FK Ozeta Dukla Trenčín   | 1:1      | 1:4       |
| FK Inkaras Kaunas       | 1:1 (5:4 i. E.) | Baku Fəhləsi FK          | 1:0      | 0:1 n. V. |
| Altay İzmir             | 5:4             | Shamrock Rovers          | 3:1      | 2:3 n. V. |
| Turun Palloseura        | (a)3:3(a)       | FC Sion                  | 0:1      | 3:2       |

## 2. Runde
|                        | Gesamt    |                      | Hinspiel | Rückspiel |
| ---------------------- | --------- | -------------------- | -------- | --------- |
| FK Vojvodina Novi Sad  | 4:0       | Örebro SK            | 2:0      | 2:0       |
| Makedonija Skopje      | 1:7       | SC Bastia            | 1:0      | 0:7       |
| Sampdoria Genua        | 2:1       | MŠK Rimavská Sobota  | 2:0      | 0:1       |
| Altay İzmir            | 2:1       | Diósgyőr FC          | 1:1      | 1:0       |
| FK Ozeta Dukla Trenčín | 0:1       | Baltika Kaliningrad  | 0:1      | 0:0       |
| Werder Bremen          | 5:1       | FK Inkaras Kaunas    | 4:1      | 1:0       |
| Örgryte IS             | (a)2:2(a) | Ruch Chorzów         | 2:1      | 0:1       |
| Samsunspor             | 4:3       | Lyngby BK            | 3:0      | 1:3       |
| FC Twente Enschede     | 2:0       | Kongsvinger IL       | 2:0      | 0:0       |
| Turun Palloseura       | 2:5       | Schinnik Jaroslawl   | 0:2      | 2:3       |
| FC Boby Brünn          | (a)5:5(a) | Espanyol Barcelona   | 5:3      | 0:2       |
| Akademisk BK Gladsaxe  | (a)3:3(a) | Worskla Poltawa      | 2:2      | 1:1       |
| SV Austria Salzburg    | 3:2       | FC St. Gallen        | 3:1      | 0:1       |
| Iraklis Thessaloniki   | 3:4       | FC Naţional Bukarest | 3:1      | 0:3       |
| SK Lommel              | (a)2:2(a) | Torpedo Kutaissi     | 0:1      | 2:1       |
| Debreceni VSC          | (a)1:1(a) | SK Hradec Králové    | 0:0      | 1:1       |

## 3. Runde
|                       | Gesamt          |                      | Hinspiel | Rückspiel |
| --------------------- | --------------- | -------------------- | -------- | --------- |
| AJ Auxerre            | 1:2             | Espanyol Barcelona   | 1:1      | 0:1       |
| Ruch Chorzów          | 2:2 (4:2 i. E.) | CF Estrela Amadora   | 1:1      | 1:1 n. V. |
| FC Valencia           | 4:2             | Schinnik Jaroslawl   | 4:1      | 0:1       |
| Fortuna Sittard       | 5:2             | Worskla Poltawa      | 3:0      | 2:2       |
| FC Bologna            | (a)3:3(a)       | FC Naţional Bukarest | 2:0      | 1:3       |
| SC Bastia             | 4:3             | Altay İzmir          | 2:0      | 2:3 n. V. |
| SK Lommel             | 2:5             | Werder Bremen        | 1:3      | 1:2       |
| FC Twente Enschede    | 3:5             | SV Austria Salzburg  | 2:2      | 1:3       |
| FK Vojvodina Novi Sad | 4:2             | Baltika Kaliningrad  | 4:1      | 0:1       |
| Debreceni VSC         | 3:2             | Hansa Rostock        | 1:1      | 2:1       |
| KRC Harelbeke         | 0:4             | Sampdoria Genua      | 0:1      | 0:3       |
| FC Crystal Palace     | 0:4             | Samsunspor           | 0:2      | 0:2       |

## Halbfinale
|                    | Gesamt |                       | Hinspiel | Rückspiel |
| ------------------ | ------ | --------------------- | -------- | --------- |
| SC Bastia          | 2:4    | FK Vojvodina Novi Sad | 2:0      | 0:4       |
| FC Bologna         | 3:2    | Sampdoria Genua       | 3:1      | 0:1       |
| Fortuna Sittard    | 3:4    | SV Austria Salzburg   | 2:1      | 1:3       |
| Ruch Chorzów       | 4:0    | Debreceni VSC         | 1:0      | 3:0       |
| Werder Bremen      | 6:0    | Samsunspor            | 3:0      | 3:0       |
| Espanyol Barcelona | 0:3    | FC Valencia           | 0:1      | 0:2       |

## Finale
|                     | Gesamt |                       | Hinspiel | Rückspiel |
| ------------------- | ------ | --------------------- | -------- | --------- |
| SV Austria Salzburg | 1:4    | FC Valencia           | 0:2      | 1:2       |
| Werder Bremen       | 2:1    | FK Vojvodina Novi Sad | 1:0      | 1:1       |
| FC Bologna          | 3:0    | Ruch Chorzów          | 1:0      | 2:0       |